# Heribert Schlinker

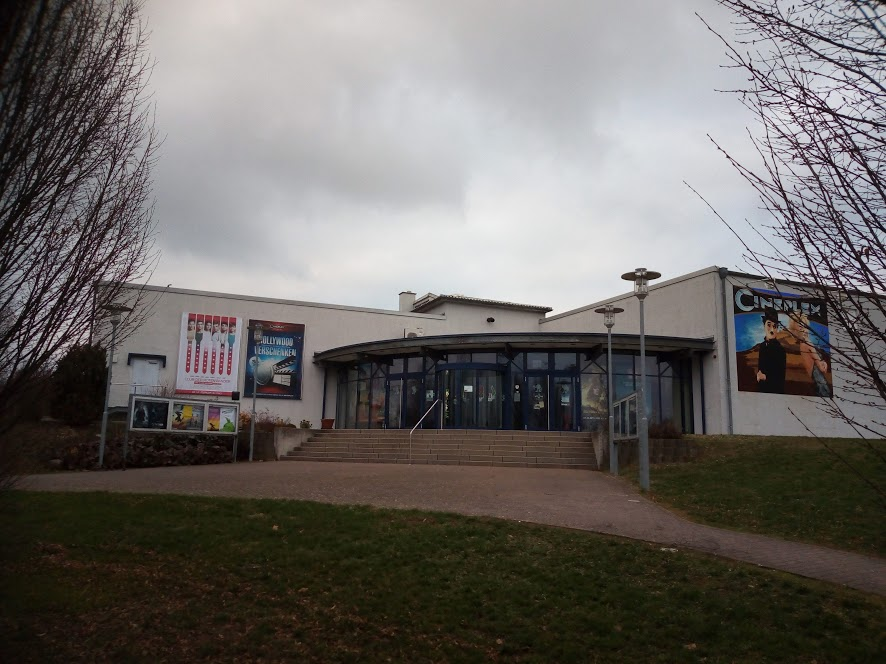
Das 1998 erbaute Cineplex-Kino in Warburg

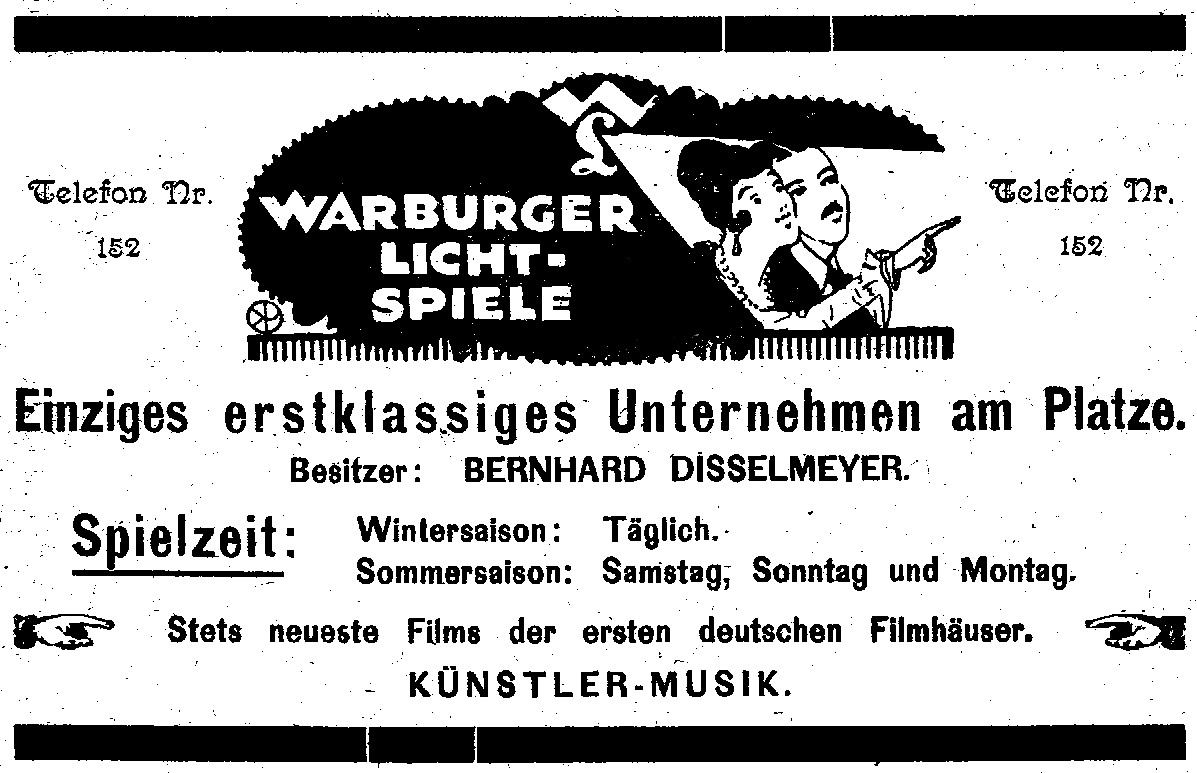
Anzeige Warburger Lichtspiele, Bernard Disselmeyer, Warburger Kreiskalender 2021,

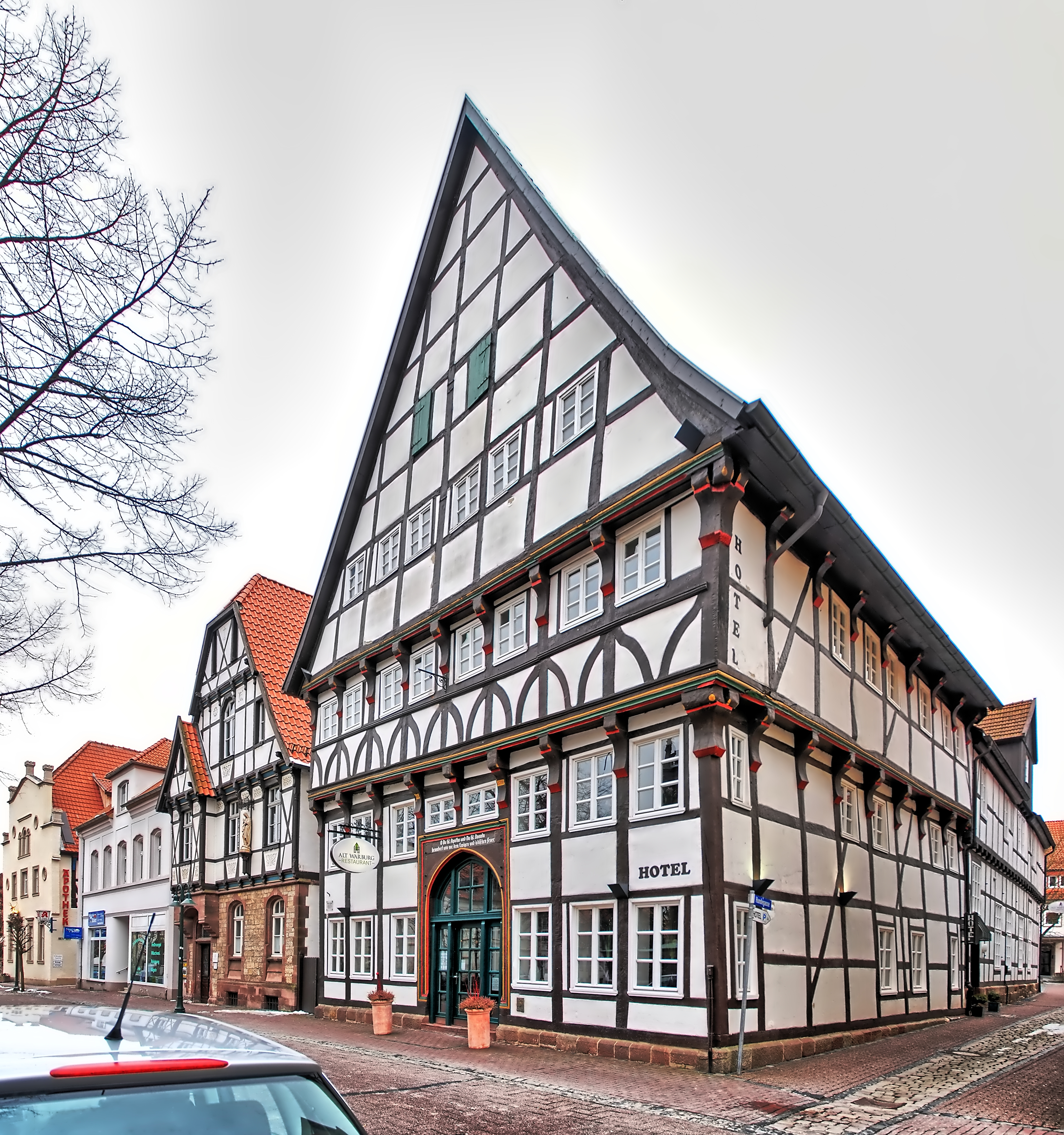
Der ehemalige Gasthaus Bremer, 1917–1982 Standort der "Stern-Lichtspiele"

Heribert Schlinker (* 1936 in Siegen) ist ein deutscher Kinobetreiber und Kommunalpolitiker.

## Leben

### Herkunft und Familie
Heribert Schlinkers Großvater August Schlinker war ursprünglich Hotelier und in dieser Funktion in Europa herumgekommen. Vor dem Ersten Weltkrieg gründete er in Annaburg, Kreis Torgau, das erste Filmtheater der Region. 1926 zog er mit seiner Familie nach Warburg und übernahm die dort bereits 1917 durch Bernhard Disselmeyer gegründeten „Warburger Lichtspiele“. Das Kino befand sich im ehemaligen Gesellschaftssaal des in einem spätmittelalterlichen Fachwerkhaus betriebenen Gasthofs Bremer in der damaligen Kirchstraße 11 und hatte ca. 250 Plätze. Der ursprüngliche Eingang befand sich in der Kirchstraße durch die Gaststätte, wurde aber später durch einen Anbau und Neueingang in die Sternstraße verlegt, weshalb das Kino später Stern-Lichtspiele hieß. Heriberts Vater Rudolf Schlinker (1907–1974) machte 1927 am Gymnasium Marianum Abitur, studierte danach Zahnmedizin, promovierte, arbeitete danach u. a. als Schulzahnarzt und war einige Jahre Ratsherr und Ortsvorsitzender der CDU. Die Familie war mit dem Widerstandskämpfer Josef Wirmer befreundet, Josefs jüngerer Bruder Ernst war Rudolf Schlinkers Klassenkamerad gewesen. Daher engagierte er sich nach der NS-Zeit für die Errichtung einer 1949 eingeweihten Gedenkleuchte am Warburger Brüderkirchhof zur Erinnerung an Josef Wirmer und Wilhelm Emanuel von Ketteler. Nach dem Tod August Schlinkers 1952, der kurz zuvor noch die „Desenberg-Lichtspiele“ in der Kasseler Straße hinzuerworben hatte, übernahm Rudolf beide Kinos in Warburg und führte sie im Nebenerwerb weiter. Mit seiner aus Siegen stammenden Frau Anneliese hatte er sechs Kinder, von denen Heribert das zweite war.

### Ausbildung
Heribert besuchte ebenfalls das Gymnasium Marianum, studierte anschließend Germanistik, Geschichte, Theaterwissenschaft, Publizistik, Philosophie, Pädagogik und promovierte 1965 an der Universität München.

### Kinobetreiber
Nach dem Studium zog Heribert wieder nach Warburg, um die beiden Kinos seines Vaters zu übernehmen. Diese waren in der Zwischenzeit von seinen Eltern und drei seiner dort verbliebenen Geschwister geführt worden. 1971 erwarb er zusammen mit seinem Vater die Kur-Lichtspiele in Bad Driburg. 1975 folgten in Höxter das Residenztheater und 1989 das Lichtspielhaus im Deutschen Haus, Stummrige Straße. 
Die Warburger Desenberg-Lichtspiele ließ er 1982 als Schachtelkino mit drei Sälen und insgesamt 325 Plätzen umbauen. Die Stern-Lichtspiele wurden danach geschlossen. Nach Gründung des Kinobetreiberverbundes Cineplex trat er diesem bei und ließ 1998 im Warburger Gewerbegebiet Oberer Hilgenstock durch den Architekten Lothar Beltz ein neues Cineplex-Kinozentrum mit 1108 Plätzen in 6 Sälen und moderner Digitaltechnik errichten, das jährlich rund 150.000 Besucher hat. Im gleichen Jahr wurden die Desenberg-Lichtspiele geschlossen. Zu der Zeit wirkten bereits seine Töchter Judith und Ute im Unternehmen mit, das nun als GbR weitergeführt geführt wurde. 2011 und 2017 wurden jeweils zwei weitere Säle angebaut. 
In Höxter wurde das veraltete Kino 2011 geschlossen. Für 2017 plante die Gesellschaft ein neues Großkino bei Höxter zwischen Stahle und Albaxen mit sieben Sälen, 1.300 Plätzen und 200 Parkplätzen. Das Vorhaben scheiterte jedoch 2016 an örtlichen Widerständen gegen den Standort. Stattdessen realisierte die Schlinker GbR mit den Architekten Benjamin Beltz und Lothar Beltz ein neues Großkino mit 5 Sälen und 800 Plätzen im sauerländischen Brilon, das 2020 eröffnet wurde.

### Politiker
Seit seiner Rückkehr nach Warburg engagierte sich Heribert Schlinker auch politisch. 1969 war er Mitbegründer der örtlichen Wählergemeinschaft Bürgerunion, die sich als bürgerlich-liberale Alternative zur örtlichen CDU verstand und wurde mit 33 Jahren und mit Stimmen der Bürgerunion und SPD zum Warburger Bürgermeister gewählt. In dieser Funktion setzte er sich vor allem für die Verbesserung der schwachen Wirtschaftsstruktur der Stadt, die im Vorjahr von Land und Bund zum Bundesausbauort erklärt worden war, ein. Im Norden der Stadt wurde ein neues Industriegebiet erschlossen und es wurden dort mehrere Unternehmen angesiedelt, darunter ein Zweigwerk des Unternehmen Benteler. Für die langdiskutierte Erweiterung des St. Petri-Hospitals versuchte er als Alternative einen kompletten Neubau außerhalb des Stadtkerns und einen Umbau des Altbaus als Alten- und Pflegeheim durchzusetzen, was aber nicht gelang.
1974 erfolgte schließlich mit dem Sauerland/Paderborn-Gesetz eine kommunale Gebietsreform von Warburg, die eine Zusammenfassung mit umliegenden Dörfern des ehemaligen Amts Warburg-Land und damit eine Majorität der im Umland wohnenden Menschen mit sich brachte. Dadurch gewann die CDU wieder die Mehrheit im Stadtrat. Sein Nachfolger als Bürgermeister wurde der Landwirt Josef Dierkes aus Menne. Danach verblieb Schlinker noch bis in die neunziger Jahre Fraktionsvorsitzender der Bürgerunion im Stadtrat. 1984 bis 1989 war er stellvertretender Bürgermeister. Im Jahr 2000 stiftete Schlinker den mit 2000 € dotierten Kulturpreis Warburg.

## Mitgliedschaften und Auszeichnungen
- langjähriger Vorsitzender/Vizepräsident beim Branchenverband HDF Kino
- langjähriger Vorsitzender des Vereins der ehemaligen Marianer
- 2016 Ehrenkulturpreis der Stadt Warburg

## Schriften
- Das Verhältnis der Jugend zum Kriegsfilm: Ein Beitrag zur Pädagogik der Publizistik (Dissertation an Universität München), 441 S. München 1965